# 5338 Michelblanc
5338 Michelblanc è un asteroide della fascia principale. Scoperto nel 1991, presenta un'orbita caratterizzata da un semiasse maggiore pari a 2,8744861 au e da un'eccentricità di 0,0709348, inclinata di 3,35684° rispetto all'eclittica.
L'asteroide è dedicato al planetologo francese Michel Blanc.